# Димитрије Орељ
Димитрије Орељ (Белегиш, 22. фебруар 1814—Земун, 15. мај 1901) био је официр, комесар Војводине 1848. године, а касније и велики земунски бележник. 

## Биографија
Говорили су за њега да је у бурним временима опак и прек, у мирним пак добар и благ. У одбрану закона служио се безобзирном силом и газио закон, Када је требао створити ред погазио је поредак. Једна противност угушивана је другом. Можда су и бурно време и револуционарне године, у којима је живео и деловао Орељ, по чину управни стражмештер, заслужне за овакав његов опис. Од њега је цео Срем 1848. године стрепио, а у Земуну је касније био питом и мек чиновник.
Рођен је у сремском селу Белегишу, у Војној граници, од оца Максима и мајке Текле. Породица Орељ (која слави Св. Ђорђа) доселила се у Срем 1774. године из Далмације. У основној школи у родном месту први учитељи су му били Тарбук и Грабовски. Школу немачку је учио у Старој Пазови и Голубинцима, а војну школу у Сремској Митровици. Завршио је трогодишњу Главну школу у Митровици са „одликом ”1830. године. Приметио га је и одмах узео за рад (на три године) у својој канцеларији, капетан аудитор Нешић. У Митровици је у исто време као прост војник провео у војној служби од 1831. до 1834. године. Као „фрајт” је 1834. године са поручником Вуичићем, водио војни транспорт до трупа, у јужни Тирол. После повратка у Митровицу задржи га ко себе и пуковској писарници пуковник барон Стеван Јовић. Искористио је тада прилику и положио управни официрски испит. Иако са официрским испитом, он је као титуларни стражмештер служио је на пословима управног официра у Моровићу, Адашевцима и коначно у Старим Бановцима где га је и затекла 1848. година. Стигао је са напредовањем до „целог” стражмештера, али због свог поштења пада у немилост код претпостављених. Почео је од 1844. да пише тужбе против безакоња виших официра. Имао је проблема све до почетка Мађарске буне. Био је 15.маја 1848. године у Митровици, на збору изабран за члана депутације која је требала отићи у Загреб, где је упознао патријарха Рајачића.

## Ратне године
Како је Срем напустила регуларна царска војска, настала је анархија која је све више узимала маха. Општине су одбијале да плаћају порез, а по друмовима су се појавили хајдуци и разбојници. Власти нове Војводине нашле су се неспремне у неприлици. У овој ситуацији за комесара сигурности са неограниченом влашћу да успостави ред именован је Димитрије Орељ. Прихвативши ову дужност кренуо је у Срем у логор код Бешке и код Сланкамена, где га је дочекала вест да је добио ранг официра. Одатле се у новој царској униформи упутио у села у којима је владало безакоње са још 40 момака и судијом Јованом Маринковићем и секретаром народног правосуђа Јованом Живковићем, који су се касније придружили.
Суд, полиција, војна и извршна власт биле су на окупу, без икаквих ограничења , са свом слободом деловања. Убрзо се комесар за јавни поредак и мир прочуо, говорило се да нема обзира и да кога доведе пред суд да је сигурно осуђен. Завладао је страх међу народом, много су убијени, многи затворени, а највећи био је број телесно кажњаваних лица. Села која су се одметнула почела су се примиривати, чак и хајдуци, који нису били ухваћени, вратили су се својим кућама. Чувени хајдук Урош Гојковић, који је био господар Ирига и кога се сам Орељ прибојавао, ухваћен је 6. априла 1849. године и са својом дружином код Ирига стрељан. Хајдучија је била угушена и ред успостављен, није било непокорених општина, а друмови су поново били сигурни. Име Орељ било је тако страшно, да су њиме децу плашили и да су се она одмах умиривала кад се је с њиме претило.

## Послератни период
После побуне био је премештен код компанија у Старој Пазови, Новој Пазови, Војки и Хртковцима као официр. Али га је брзо, 21. јануара 1851. године, главна команда у Темишвару пензионисала, под изговором да није више за војну службу, али му је обећана цивилна. За то време је обављао бројне адвокатске послове, да би прехранио четворо деце. Заиста, четири године касније добио је службу у Букурешту, где се аустријска војска налазила усред Кримског рата. Служио је као болнички официр, иако се истакао, није враћен у пређашњу службу, јер је био у неповерењу власти. После примирја именован је за магистратског саветника код магистрата у Земуну 1860. године. У Земуну је остао пуних 40 година, све до своје смрти 15. маја 1901. 
Од 1863. био је комунитетски ондјукт у ком звању ће остати девет година, док почетком 1872. није именован за великог бележника земунског, што ће бити наредне три године. Као варошки велики бележник истицао се више пута и увек је чувао и радио у интерес Земуна. Понудио му је пуковник Кениг из Беча 1869. године да направи нови нацрт закона о уређењу градова.
Са престанком бурних времена и сам Орељ постао је миран грађанин и чиновник, иако су га старије генерације памтиле по 1848. години. Са наступом нормалних прилика нестао је и тај Димитрије Орељ од кога су сви стрепели. Крајем 1874. отишао је у пензију, али је све до своје смрти пратио политичка дешавања.